# Austrolimnophila (Mediophragma) paraguayana
Austrolimnophila (Mediophragma) paraguayana is een tweevleugelige uit de familie steltmuggen (Limoniidae). De soort komt voor in het Neotropisch gebied.